# رابین هیل (بیوشیمیست)
رابین هیل (انگلیسی: Robin Hill; ۲ آوریل ۱۸۹۹ – ۱۵ مارس ۱۹۹۱) دانشمند در زمینه زیست‌شیمی اهل بریتانیا بود.
وی همچنین برندهٔ جوایزی همچون مدال پادشاهی، همکار انجمن سلطنتی، و مدال کاپلی شده‌است.